# Kelly (Carolina del Norte)
Kelly  es un lugar designado por el censo ubicado en el condado de Bladen en el estado estadounidense de Carolina del Norte. La localidad en el año 2000, tenía una población de 454 habitantes en una superficie de 30 km², con una densidad poblacional de 15.1 personas por km².

## Geografía
Kelly encuentra ubicado en las coordenadas 34°27′35″N 78°18′17″O / 34.45972, -78.30472. Según la Oficina del Censo, la localidad tiene un área total de 30 km² (11,6 mi²), de la cual 30 km² (11,6 mi²) es tierra y 0 km² (0 mi²) (0.0%) es agua.

### Localidades adyacentes
El siguiente diagrama muestra a las localidades en un radio de 20 kilómetros (12,4 mi) de Kelly.

## Demografía
En el 2000 la renta per cápita promedia del hogar era de $27.143, y el ingreso promedio para una familia era de 52.857. En 2000 los hombres tenían un ingreso per cápita de $26.310 contra $21.563 para las mujeres. El ingreso per cápita para la localidad era de $21.900. Alrededor del 11.50% de la población estaba bajo el umbral de pobreza nacional.